# Panchão

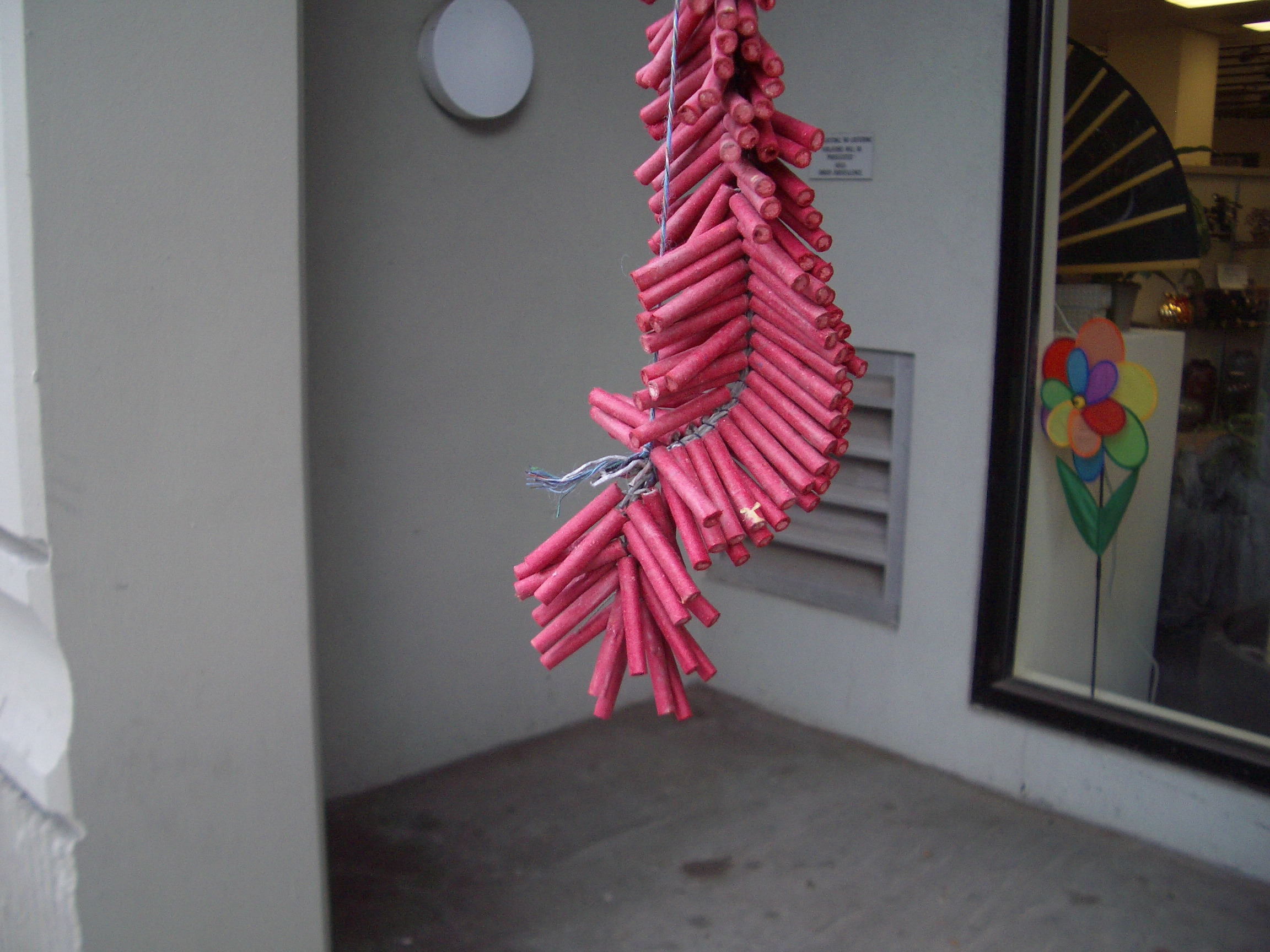
Panchões para celebrar o Ano Novo Chinês

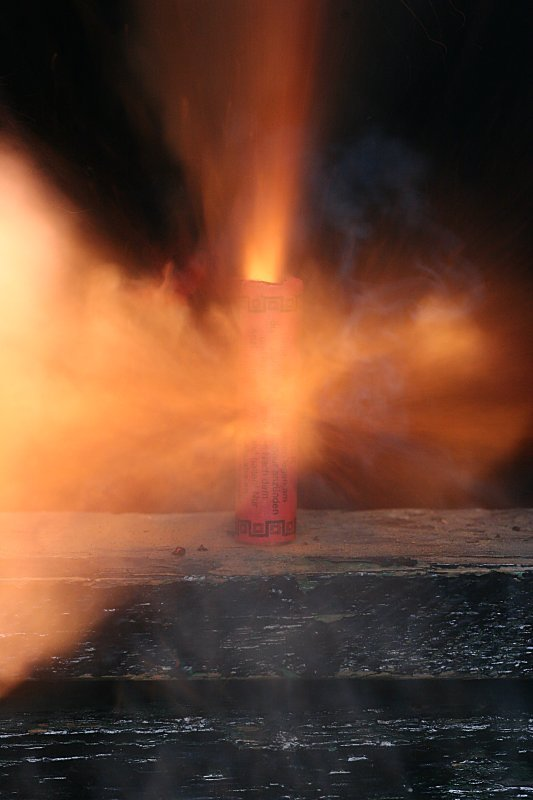
Panchão rebentando.

Um panchão é um cartucho de pólvora, revestido por papel vermelho. É um elemento típico da China, sendo tradicionalmente queimado para cumprir um dos rituais do Ano Novo Chinês.
De acordo com a lenda, a queima dos panchões, cujo rebentamento produz um ruído ensurdecedor, destina-se a afugentar um animal sobrenatural, que tem como vício matar pessoas e gado no fim do ano. Os panchões não são acesos com um isqueiro ou com um fósforo, mas sim com um pivete, ou seja, um pau de incenso, idêntico aos que são queimados nos templos ou à porta das casas.
Tal como nas cidades chinesas, em Macau existem zonas onde é permitido fazer rebentar panchões. Antigamente, era permitido fazê-lo em qualquer parte da cidade. Actualmente, as zonas onde são vendidos os panchões estão separadas das zonas onde são rebentados, para evitar acidentes. Os locais próprios para os rebentamentos são inclusivamente vigiados pela polícia e bombeiros e limpos com frequência.
Em Hong Kong, a queima de panchões foi proibida após os motins desencadeados no Verão de 1967, promovidos por simpatizantes da Revolução Cultural Chinesa. Os chineses que participaram nestes motins fabricaram secretamente bombas, a partir da pólvora existente nos panchões, para atacar a polícia e os capitalistas ingleses.
Um rolo chinês é o nome de um tipo de fogos de artifício que às vezes é chamado de grande faixa de chocalho ou tapete e pagara no Suriname . A principal diferença é que um rolo chinês contém "fogos de artifício" com o chamado pó flash, também chamado de pó de prata . Isto contrasta com os tapetes holandeses que contêm pólvora negra. Isto é muito menos agressivo que o pó de prata. Todos esses tapetes também estão equipados com uma bomba terminal. Desde 2006, rolos chineses legais também foram introduzidos na Holanda, mas são cheios de pólvora. Esses tapetes ficam mais macios. Os modelos maiores também incluem uma bomba terminal.

Os rolos chineses contendo pó de prata não estão à venda na Holanda . Isto é assim por duas razões:

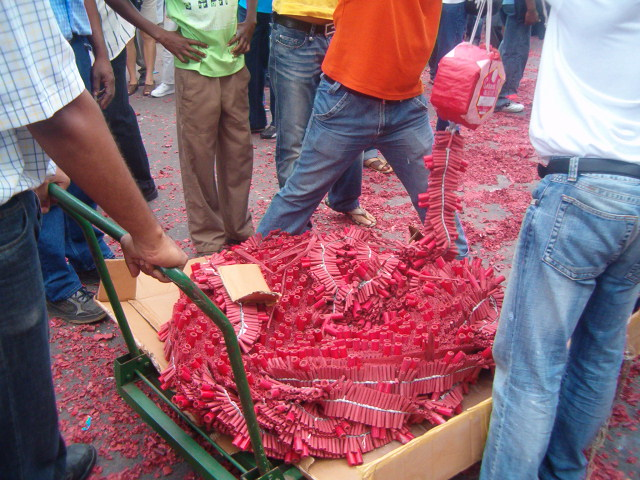
Pagaras no Suriname.

Os fogos de artifício produzem muito ruído devido ao pó de prata, ou seja, mais do que os 156 decibéis permitidos (desde setembro de 2006);
Fogos de artifício podem voar e explodir em um lugar inesperado.
Eles podem ser vendidos na Bélgica e, portanto, são muito procurados pelos holandeses.

Os pergaminhos chineses têm tamanhos diferentes, variando de 5 000 a 15 000 000. O acerto de 100 000 é o mais conhecido. No entanto, o que muitas pessoas não sabem é que um acerto de 100 000 não contém quase 100 000 “fogos de artifício”. (É claro que isso também se aplica a outros valores.) Na realidade, existem apenas aproximadamente 3 500 em um acerto de 100.000.